# 佳里第十七角中興宮
第十七角中興宮，簡稱佳里中興宮，位於臺灣臺南市佳里區，主祀：中壇元帥(甘羅太子)，受策封為統兵大元帥。地屬佳里玉勅皇勅金唐殿境內第十七角，為玉勅皇勅金唐殿蕭壠香科先鋒陣之一。
蕭壠香玉勅代天巡狩勅令中興宮中壇元帥，為副線先鋒。

## 沿革
中興宮主祀中壇元帥(甘羅太子)，是溪仔底鄭姓先民，四百多年前.自中國攜帶渡海來台.歷史久遠.原本在鄭姓族人間以擲爐主方式輪祀，直到民國68年落公，並成立管理委員會後，才改以角頭爐主方式輪祀，民國77年創建宮廟，名為中興宮，成為第十七角的角頭廟。
中興宮副祀武洪將軍、文和審君及虎爺，都是當年隨中壇元帥與溪仔底鄭姓先民自中國攜帶渡海來台。
民國113年甲辰年初中興宮管理委員會.眾信徒弟子於會議當中.提出期盼重建新廟.並恭請 中壇元帥 甘羅太子降駕.指示管委會辦理原址重建之大事.
民國113年9/22 甲辰年八月二十日 中興宮管理委員會 前往 台南 開基玉皇宮 領兵 領令 領重建宮廟之玉旨  並正式成立重建委員會 預計民國116年完成建廟之事.
民國113年12/15 甲辰年十一月十五日 午時 佳里第十七角中興宮重建動土典禮 圓滿順利成功

### 蕭壠香科榮封
在佳里金唐殿丙子香科開始受封為副線先鋒官，地位相形重要。蕭壠香玉勅代天巡狩勅令中興宮中壇元帥，為副線先鋒。

## 主祀神祇
- 主祀：
  - 甘羅太子

```
 歷史記載 甘羅（前257年—？），戰國末期下蔡（今屬潁上縣甘羅鄉）人。十二歲被拜為秦國上卿。
 西漢的司馬遷著《史記》時，將甘羅立於《樗里子甘茂列傳》的附傳中；另外王蘧常撰寫《秦史》時，將甘羅和向壽合立於《甘茂傳》的附傳中。
 生平事蹟
 甘羅是秦左丞相甘茂之孫，十二歲時成為秦相呂不韋賓客。當時燕國派太子丹到秦國做人質，秦國要讓張唐去燕國為相，準備聯合攻打趙國河間，張唐     曾攻打趙國，擔心經過趙國時被害，不願去燕國。於是呂不韋親自去請張唐，但仍然沒有成功。甘羅聽後，就自告奮勇去說服張唐，用范雎殺白起的例子來恐嚇張唐，讓張唐同意起行。然後又請纓到趙國幫張唐通報，向趙王指秦國和燕國交換人質是要攻打趙國，不如趙國割出五城，讓秦國送還太子丹，並 和趙國聯手攻燕，趙王同意，攻下燕國三十城，秦得燕十一城和趙五城。於是甘羅被封為上卿及得到祖父甘茂的田宅。
```

- 同祀：
  - 武洪將軍、文和審君、虎爺

## 資料來源
1. ↑  刈香轄境. .
2. 1 2  佳里金唐殿乙酉香科五朝王醮記實. .